# Cantonul Vannes-Centre
Cantonul Vannes-Centre este un canton din arondismentul Vannes, departamentul Morbihan, regiunea Bretania, Franța.